# Thiên Đức (Tiền Lý triều)
Thiên Đức (chữ Hán: 天德 tháng giêng năm 544 - tháng ba năm 548) hoặc Đại Đức (大德), là niên hiệu của Lý Nam Đế Tiền Lý triều, tổng cộng 5 năm.

## Kỷ niên
| Thiên Đức   | Nguyên niên        | Nhị niên                | Tam niên                                          | Tứ niên                                        | Ngũ niên            |
| ----------- | ------------------ | ----------------------- | ------------------------------------------------- | ---------------------------------------------- | ------------------- |
| Công nguyên | Năm 544            | Năm 545                 | Năm 546                                           | Năm 547                                        | Năm 548             |
| Can Chi     | Giáp Tý            | Ất Sửu                  | Bính Dần                                          | Đinh Mão                                       | Mậu Thìn            |
| Lương       | Đại Đồng thập niên | Đại Đồng thập nhất niên | Đại Đồng thập nhị niên Trung Đại Đồng nguyên niên | Trung Đại Đồng nhị niên Thái Thanh nguyên niên | Thái Thanh nhị niên |

## Xuất điển
- Đại Việt sử ký toàn thư ngoại kỷ, quyển 4, Tiền Lý kỷ:
  - "Giáp Tý, Thiên Đức nguyên niên. Luơng Đại Đồng thập niên. Mùa xuân, tháng giêng, đế nhân việc thắng địch, tự xưng Nam Việt đế, tức vị, kiến nguyên, đặt bách quan.
  - Đinh Mão, tứ niên. Lương Thái Thanh nguyên niên. (Lược đoạn giữa) Trên đây là Lý Nam Đế, khởi thủy năm Tân Dậu, kết thúc năm Đinh Mão, cả thảy bảy năm.